# Arcera
Arcera es una localidad del municipio de Valdeprado del Río (Cantabria, España).  La localidad se encuentra a 960 metros de altitud sobre el nivel del mar, y a 4,5 kilómetros de la capital municipal, Arroyal. En el año 2024 contaba con una población de 16 habitantes (INE).

## Paisaje y naturaleza
Arcera cuenta  con dos barrios (de Arriba y de Abajo) que se sitúan en un pequeño valle apartado y de aspecto montaraz que, debido a la despoblación y el abandono de las tareas agrícolas, está siendo repoblado espontáneamente por roble bajo en estado arbustivo, en un fenómeno que vemos repetirse también en los pueblos matorrizos o de montaña de Valderredible.

## Patrimonio histórico
La iglesia parroquial de Santa Cruz se encuentra en el Barrio de Abajo, el último de los dos. Su fábrica original es románica o protogótica, del siglo XIII, y ha sido desplazada de su original disposición, quedando un lienzo de muro con canecillos orientado al sur y la portada extrañamente al este.
Presenta abocinamiento de doble arquivolta ligeramente apuntada con tosca decoración en el cimacio y en uno de los capiteles. Lo llamativo de esta iglesia es la torre, construida en 1775, año en el que debió reformarse casi todo el edificio. Tiene proporciones achaparradas, aprovechándose el cuerpo bajo como pórtico. La sacristía es aún más moderna, de 1879. 
El retablo mayor mantiene elementos de la estética romanista pese a estar muy cercano en estilo a la fase prechurrigueresca dada su cronología avanzada, hacia 1670.
Hasta hace pocos años, albergó la talla de una Virgen sedente gótica del siglo XV, en la actualidad en el Museo Diocesano de Santillana del Mar.
Un poco apartada del Barrio de Arriba aparece semioculta entre los robles la ermita de San Miguel. Como la parroquial data del siglo XIII, si bien en este caso la fábrica primitiva se encuentra en perfecto estado de conservación y libre de añadidos de otra época, salvo la sacristía. Cuenta con una sola nave, pórtico cerrado y testero rectangular que al exterior remata en canecillos simples de proa nave. Muestras dos espadañas, una pequeña sobre el presbiterio y una mayor, muy bella, en el hastial. Tiene tres cuerpos, el bajo con puerta de arco apuntado, y otros dos de troneras en los que se invierte la disposición lógica de las arcadas (una en el piso bajo, dos en el superior). Remata en frontón con cruz en el vértice.
En el interior se nota la transición del estilo románico hacia el gótico en el apuntamiento de la bóveda de cañón del ábside. Los dos tramos de la nave se cubren con bóveda de crucería gótica y con bóveda baída de 1778 respectivamente.
De Arcera procede una singular estela altomedieval que se conserva en el Museo de Prehistoria y Arqueología en Santander y en la que se “cristianiza” la forma laberíntica de un grabado de la Edad del Bronce por resalte de la forma de cruz de su centro.